# 刘泾 (辽朝)
刘泾（?—?），又作刘京，遼朝（契丹）官员。
统和五年（987年）二月甲寅，大同军节度使、同平章政事刘京致仕。统和九年（991年）闰二月初二壬申，辽圣宗遣翰林承旨邢抱朴、三司使李嗣、给事中刘泾、政事舍人张干、南京副留守吴浩分决诸道滞狱。开泰二年（1013年）春正月癸巳朔，辽圣宗以张俭政事舍人，邢抱质加开府仪同三司、守司空兼侍中，王继忠中京留守、检校太师，户部侍郎刘泾加工部尚书，驸马萧绍宗加检校太师，耶律控温加政事令，封幽王。开泰六年（1017年）七月辛亥，辽圣宗派遣礼部尚书刘泾、翰林学士吴叔达、知制诰仇正己、起居舍人程翥、吏部员外郎南承颜、礼部员外郎王景运分路按察刑狱。太平三年（1023年）六月戊申，辽圣宗以南院宣徽使刘泾为参知政事，萧孝惠为副点检，萧孝恭为东京统军兼沿边巡检使。太平五年（1025年）十二月庚午，辽圣宗以参知政事刘泾为顺义军节度使。

## 延伸阅读
[在维基数据编辑]